# George Moyers
George Moyers, D.L., J.P. (* 1836; † 4. Dezember 1916 in Monkstown, County Dublin) war im Jahr 1881 Oberbürgermeister von Dublin.
George Moyers wurde 1836 als Sohn von William Moyers geboren. Nach Beendigung seiner Schulausbildung besuchte er das Trinity College, Dublin. Moyers entschied sich nun, den gleichen Beruf wie sein Vater auszuüben und besuchte dementsprechend eine Ingenieurschule, wo er 1856 seinen Bachelor of Arts (B.A.) erhielt. 
Moyers war für E.H. Carson in Dublin als Architekt tätig und machte sich dann in London selbständig. Nach dem Tod seines Vaters kehrte er nach Dublin zurück und übernahm dessen Unternehmen.
Sehr an kommunaler Politik interessiert, wurde er 1869 Mitglied der Pembroke Township Commissioners und spielte für nahezu ein Vierteljahrhundert eine aktive Rolle in der Verwaltung des Townships. Im Jahr 1880 wurde Moyers, der den Wahlbezirk South City Ward im Stadtrat von Dublin vertrat, zum Dubliner Oberbürgermeister für das Jahr 1881 gewählt. Er trat seine Amtszeit am 1. Januar 1881 an und löste damit Edmund Dwyer Gray ab.